# Eumeella
Eumeella – rodzaj muchówek z rodziny rączycowatych (Tachinidae).

## Gatunki
- E. latifrons Chao & Zhou, 1996[1]
- E. perdives (Villeneuve, 1926)[2]